# Alfred Obschernikat
Alfred Obschernikat (Duisburg, 14 maggio 1926 – Duisburg, 15 ottobre 2005) è stato un pallanuotista tedesco.
Ha fatto parte della Squadra Unificata Tedesca, che ha partecipato ai Giochi di Melbourne 1956.
A livello nazionale ha giocato per il DSV 98 Duisburg, con il quale, nel 1958, 1961 e 1962, ha vinto i campionati della Germania occidentale.
Era il padre di Werner Obschernikat, anche lui pallanuotista olimpico.